# معصومه زارعی
معصومه زارعی (زاده ۶ خردادماه ۱۳۶۰ -مشهد)بازیکن و کاپیتان تیم والیبال نشسته ایران است.

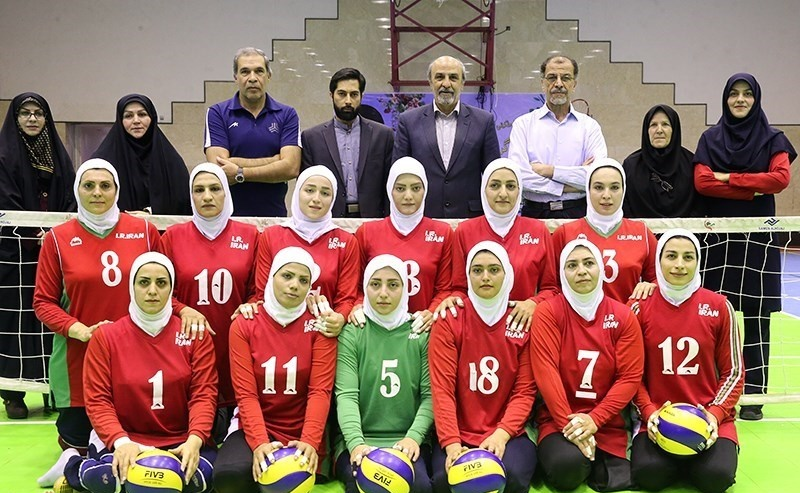
بازیکنان تیم پیش از پارالمپیک ۲۰۱۶(معصومه زارعی با شماره یک‌‌‌ نشسته در ردیف اول)

## افتخارات
- نشان نقره بازی‌های پاراآسیایی ۲۰۱۴ به میزبانی اینچئون، کره جنوبی[۴][۵][۶]
- مقام پنجم بازی‌های پارالمپیک تابستانی ۲۰۱۶ در برزیل[۷]
- مقام نهم قهرمانی جهان ۲۰۲۲ در بوسنی و هرزگوین[۸]
- نایب قهرمانی آسیا سال ۲۰۲۲ در قزاقستان[۹][۱۰]
- نایب قهرمانی بازی‌های پاراآسیایی ۲۰۲۲ در چین
- نایب قهرمانی مسابقات کسب سهمیه پارالمپیک پاریس[۱۱]